# Musée du panorama de la bataille de Borodino
Le Musée du panorama de la bataille de Borodino (en russe Музей-панорама «Бородинская битва») est un musée historique  sur la guerre contre Napoléon situé dans le parc de la victoire à Moscou. Le musée a été inauguré en 1962, 150 ans après la guerre. La pièce centrale du musée est une peinture panoramique réalisée par Franz Roubaud en  1912 pour le centenaire de la bataille de Borodino.

## Le musée
Le musée est situé sur le territoire de l'ancien village de Fili, où le 1er (13) septembre 1812, un conseil militaire autour du général Mikhaïl Koutouzov s'est tenu dans la hutte du paysan Mikhail Frolov. Le bâtiment est érigé en 1961-1962 par les architectes Alexander Korabelnikov, Alexander Kuzmin et Sergey Kuchanov et l'ingénieur Yuri Avrutin. Le cœur du bâtiment est un  cylindre de 23 mètres recouvert de verre avec deux ailes en béton ornées de panneaux de mosaïque.
La collection du musée comprend le panorama, une reconstruction de 1887 de la hutte, des collections de peintures, dessins, sculptures, objets d'art et d'artisanat, livres rares, une collection numismatique et des pièces d'équipement et d'armes.

## Le panorama
La toile est une commande de la cour impériale. Roubaud travaille à Munich avec la participation d'Eugen Zotow, du lieutenant-général Boris Kolyubakin, du peintre de bataille K. Becker, du peintre paysagiste M. Zeno-Dimer, ainsi que des artistes P. Muller, Karl Hubert Frosch et de son frère J. Roubaud. Le tableau, de 15x115 mètres, représente un moment décisif de la bataille de Borodino.
Après un courte présentation à Munich, la toile est transférée à Moscou. Pour montrer la toile, un pavillon en bois, conçu comme temporaire, est construit par l'architecte et ingénieur militaire Pavel Vorontsov-Venyaminov avec un dôme ajouré conçu par l'ingénieur E. Izrailovich.
La cérémonie d'ouverture se déroule le 29 août (11 septembre) 1912 en présence de l'empereur Nicolas II et de son entourage. Le toit du bâtiment fuit dégradant le plafond et la plateforme et salissant la toile. En 1914, le pavillon est fermé pour des raisons diplomatiques, la République française étant alliée à l'Empire russe dans la Première Guerre mondiale. Après la révolution d'Octobre, le bâtiment et le panorama sont déplacés. Au début de 1918, le pavillon est de nouveau fermé et, au printemps, le bâtiment est démoli.

Le bâtiment construit en 1912 pour héberger la panorama.
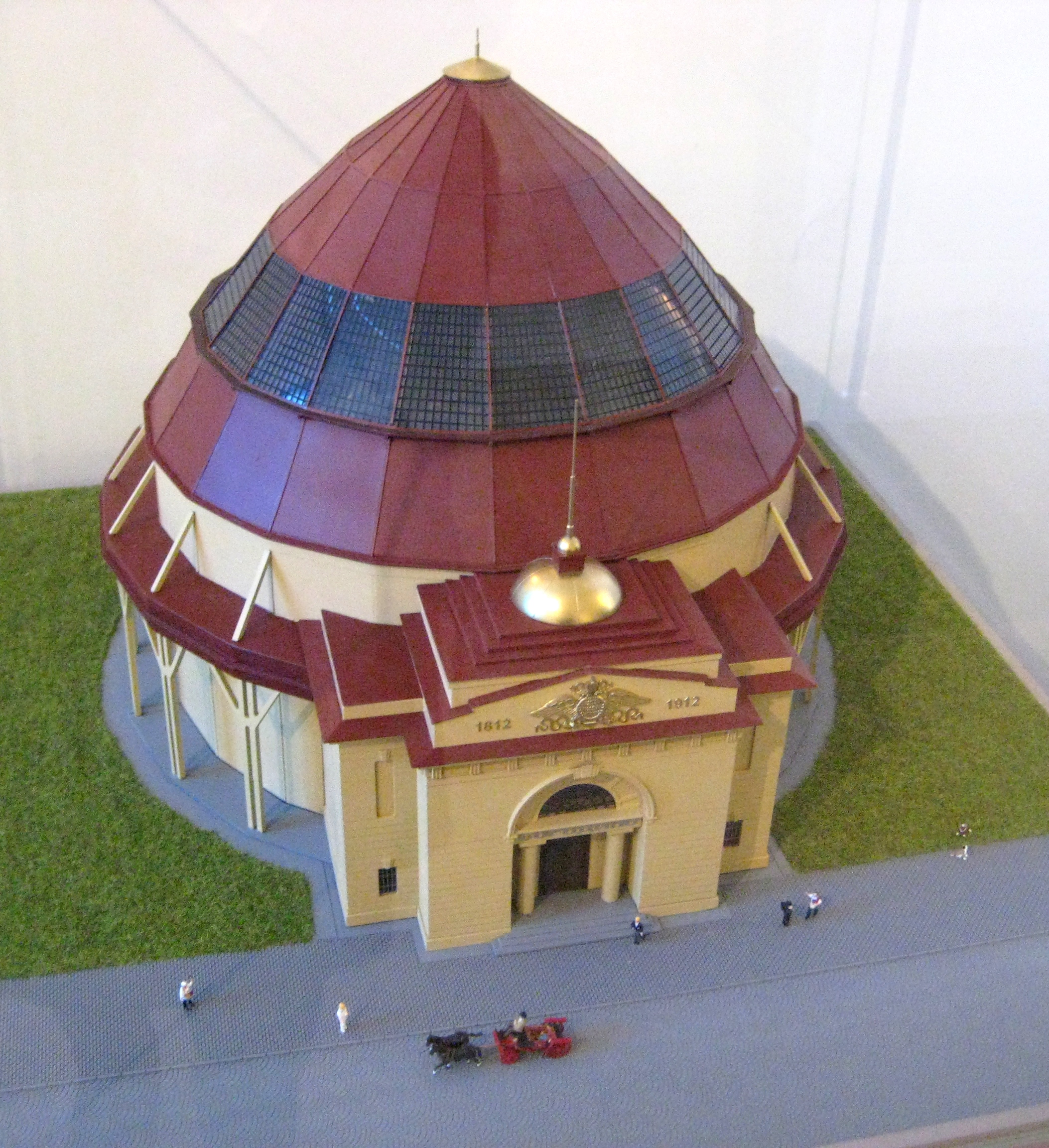
Maquette.
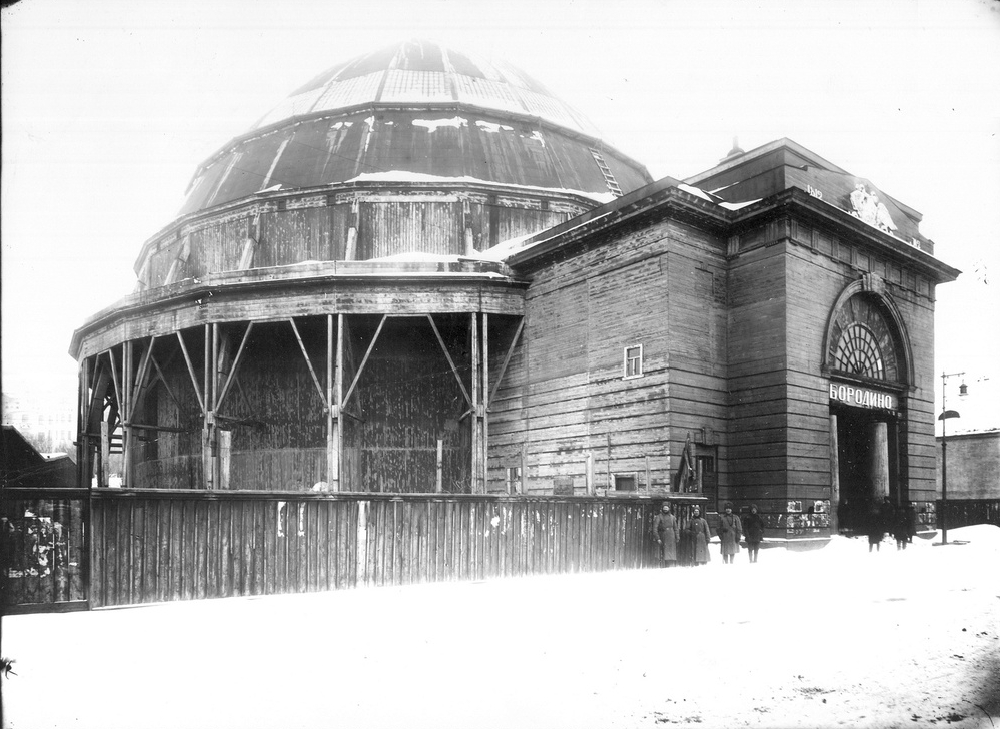
Photographie avant 1917.
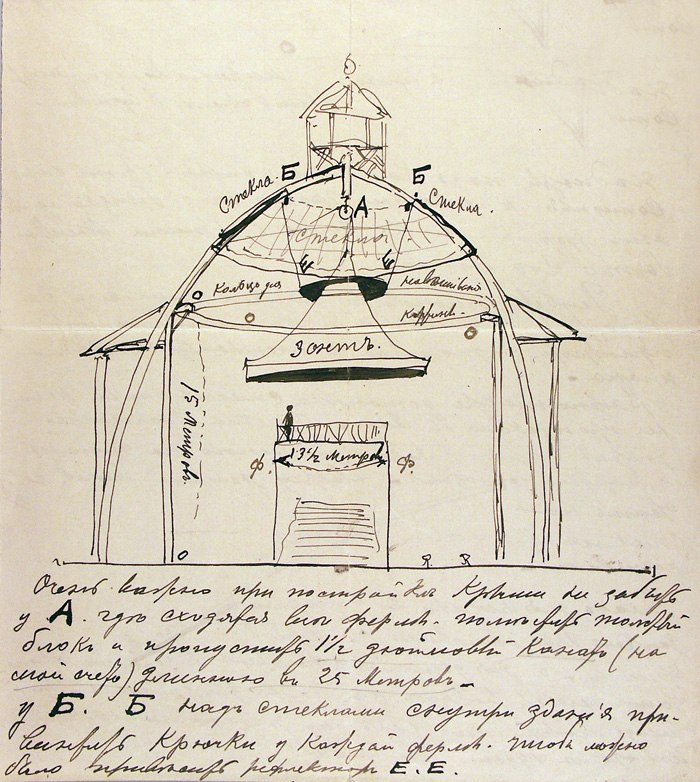
Dessin intérieur.

Après la fermeture du pavillon, la peinture est roulée et conservée pendant de nombreuses années dans des locaux inadaptés: sous la scène du jardin Neskuchny, au sous-sol de la cathédrale sur la place Miusskaya, dans le jardin de l'aquarium, dans l'entrepôt théâtral du Jardin de l'Ermitage, etc. En raison de conditions de stockage insatisfaisantes, une partie importante du tableau a pourri (sur 1 725 m2, 900 m2 ont été perdus). En 1939, une commission dirigée par Igor Grabar conclut que la restauration était impossible. Après la seconde guerre mondiale, un groupe de restaurateurs dirigé par Pavel Korine tente de sauver et de restaurer l'œuvre de Roubaud. Ils apportent un certain nombre de modifications à l'œuvre originale, augmentant l'importance de Mikhaïl Koutouzov et introduisant  le général Piotr Ivanovitch Bagration mort durant la bataille. Après la restauration, le panorama est stocké sous les voûtes du musée des Beaux-Arts Pouchkine.